# Kado Hiroshi (Maler)
Kado Hiroshi (japanisch 角 浩; geboren 17. Oktober 1909 in Fuchū (Präfektur Hiroshima); gestorben 30. März 1994) war ein japanischer Maler im Yōga-Stil.

## Leben und Wirken
Kado Hiroshi wollte schon früh, beeinflusst von seinem Vater, Maler im Nanga-Stil werden. Er studierte in der Abteilung für Ölmalerei an der „Tōkyō bijutsu gakkō“ (東京美術学校), einer der Vorläufereinrichtungen der heutigen Universität der Künste Tokio, wo Okada Saburōsuke und Fujishima Takeji seine Lehrer waren. 1933 schloss er sein Studium ab. Schon während des Studiums hatte er sich den Künstlervereinigungen „Jiyū-kai“ (自由会) angeschlossen, 1933 trat er auch der „Kōfū-kai“ (光風会) bei.
Von 1937 bis 1939 hielt sich Kado in Paris auf und bildete sich dort weiter. Unzufrieden mit der akademischen Malweise und unzufrieden auch mit dem Fauvismus probierte er verschiedene Formen der Bildgestaltung aus, bis er im Alter von 45 Jahren den Pinsel durch einen Spachtel ersetzte. Mit dieser Methode produzierte er dann eine Reihe von dramatisch-fließend gestalteten Werken.
Bild-Beispiele sind die Don-Quijote-Serie, „バルセロナの魔術師“ – „Der Magier von Barcelona“ (1964), mit der Kathedrale Sagrada Família im Hintergrund, und „Mannatsu no yoru no yume“(真夏の夜の夢) – „Mittsommernachtstraum“.
Rio de Janeiro ernannte Kado 1975 zum Ehrenbürger, 1993 erhielt er die Ehrenmedaille des japanischen Staates und 1981 wurde er zum Kommandore der Ehrenlegion ernannt.